# Денят на престъпника
„Денят на престъпника“ (на английски: Day of the Outlaw) е американски уестърн от 1959 година на режисьора Андре Де Тот с участието на Робърт Райън, Бърл Айвс и Тина Луиз.

## Сюжет
В малък, скучен и заснежен град в Дивия Запад, някъде в Уайоминг, животът далеч не е идиличен. Местните скотовъдци и земеделци не само са в противоречие помежду си, но и селището е завзето от банда главорези, водени от жестокия ветеран от Гражданската война, бившия капитан от армията Джак Брун. Единствената надежда на жителите е суровият и страшен с тъмно минало Блез Старет.

## В ролите
| Актьор            | Роля                   |
| ----------------- | ---------------------- |
| Робърт Райън      | Блез Старет            |
| Бърл Айвс         | Джак Брун              |
| Тина Луиз         | Хелън Крейн            |
| Алън Маршал       | Хал Крейн              |
| Венетия Стивънсън | Ърнин, дъщерята на Вик |
| Дейвид Нелсън     | Джийн, бандит          |
| Нехемия Персоф    | Дан                    |
| Джак Ламбърт      | Текс, бандит           |
| Франк Декова      | Денвър, бандит         |
| Илайша Кук        | бръснарят              |
| Дадс Гриър        | ветеринарят            |